# Phân bố loài

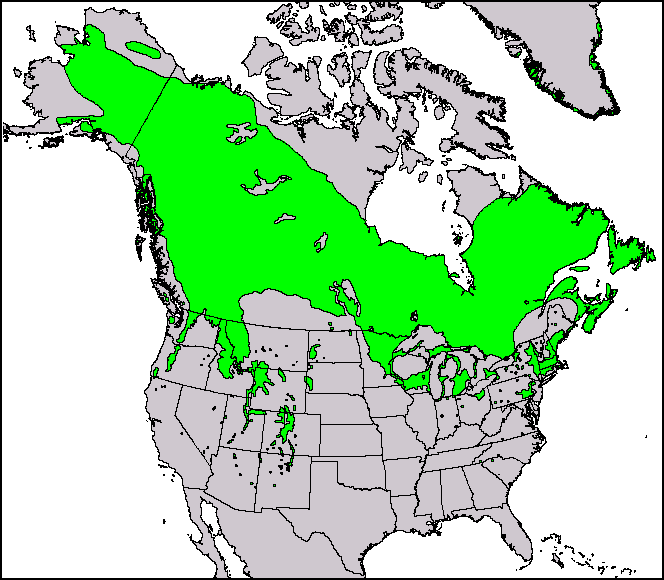
Một bản đồ phạm vi loài biểu diễn vùng địa lý mà các cá thể của một loài có thể được tìm thấy. Đây là bản đồ phạm vi của Juniperus communis, cây bách xù thường.

Có ba loại phân bố quần thể cơ bản trong một khu vực. Từ trên xuống dưới: đều, ngẫu nhiên và theo cụm.

Phân bố loài là cách mà một đơn vị phân loại được sắp xếp về mặt không gian. Không nên nhầm lẫn giữa phân bố loài và phân tán loài, từ chỉ sự vận động của các cá thể đi xa khỏi địa điểm nguồn gốc của chúng hoặc khỏi trung tâm của nơi có mật độ cao. Một khái niệm tương tự là phạm vi loài. Phạm vi loài thường được tượng trưng bởi một bản đồ phạm vi loài. Các nhà địa lý sinh học cố gắng hiểu các nhân tố quyết định một phân bố loài. Mô hình phân bố thì không cố định với mỗi loài. Mô hình phân bố có thể thay đổi theo mùa, theo sự có sẵn của tài nguyên, và cũng phụ thuộc vào việc chúng đang được quan sát trên quy mô nào. Sự phân tán thường diễn ra vào thời gian sinh sản. Các quần thể trong một loài thì được di chuyển thông qua nhiều phương pháp, bao gồm phân tán bởi con người, gió, nước và động vật. Con người là một trong những chủ thể phân bố lớn nhất do xu hướng toàn cầu hóa hiện tại và sự mở rộng của nền công nghiệp vận chuyển. Ví dụ, các tàu chở dầu lớn hơn thường đổ đầy bì ở một cảng và làm cạn nó ở cảng khác, gây ra một sự phân bố rộng hơn của sinh vật dưới nước.